# Gottschelia grollei
Gottschelia grollei là một loài Rêu trong họ Jungermanniaceae. Loài này được D.G. Long & Váňa mô tả khoa học đầu tiên năm 2007.